# Armindo Pintos
Armindo Pintos Crespo (Porriño, Pontevedra, España, 6 de febrero de 1940) es un exfutbolista español que se desempeñaba como centrocampista.

## Clubes
| Club                            | País   | Año       |
| ------------------------------- | ------ | --------- |
| R. C. Celta de Vigo             | España | 1959-1966 |
| R. C. D. Español                | España | 1966-1967 |
| R. S. Gimnástica de Torrelavega | España | 1967-1968 |